# Dermaleipa quadrilineata
Dermaleipa quadrilineata är en fjärilsart som beskrevs av Embrik Strand 1912. Dermaleipa quadrilineata ingår i släktet Dermaleipa och familjen nattflyn. Inga underarter finns listade i Catalogue of Life.